# Phantogram
Phantogram ist ein US-amerikanisches Elektrorock-Duo aus dem Bundesstaat New York. 

## Geschichte
Josh Carter und Sarah Barthel kannten sich schon aus der gemeinsamen Zeit in der Ortschaft Greenwich, bevor sie ins benachbarte Saratoga Springs zogen und dort 2007 begannen, als Charlie Everywhere gemeinsam Musik zu veröffentlichen. Zwei EPs produzierten sie in Eigenregie, bevor sie 2009 beim Label BBE Records unterschrieben und sich fortan Phantogram nannten. Im selben Jahr veröffentlichten sie dort die EP Running from the Cops und ein Jahr später ihre Debüt-LP Eyelid Movies. Damit kamen sie in die Top 40 der Independent Charts. Über das Label Barsuk wurde sie auch außerhalb der Staaten veröffentlicht.
Zwei Jahre später erschien eine weitere EP mit dem Titel Nightlife. In den Heatseekers Charts erreichten sie damit die Spitze und erstmals gelang ihnen auch der Einstieg in die offiziellen Albumcharts. Außerdem gingen sie ausgiebig auf Tour, unter anderem mit Beach House, The xx und M83, und machten Aufnahmen mit Big Boi und mit den Flaming Lips. Schließlich wechselten sie zum größeren Label Republic, wo sie 2013 eine EP unter dem Bandnamen veröffentlichten.
Danach arbeiteten sie mit dem Produzenten John Hill an ihrem zweiten Album. Voices erschien Anfang 2014 und erreichte Platz 11 der Albumcharts und in den Alternative-Charts Platz 3. Auch die Singleauskopplung Fall in Love war ein Hit in den Alternative-Charts und verpasste nur knapp die offiziellen Singlecharts. 
Im Jahr darauf arbeiteten sie erneut mit Big Boi zusammen und gründeten das Projekt Big Grams. Es entstand eine gemeinsame EP, an der als Gäste auch Skrillex und Run the Jewels mitwirkten. Auch mit dieser Veröffentlichung kamen sie in die Top 40 der Albumcharts.
Bei ihrer nächsten Veröffentlichung als Phantogram arbeiteten sie wieder mit John Hill und außerdem mit Ricky Reed und mit Dan Wilson (von Semisonic) bei der Produktion zusammen. Das Album Three erschien im Herbst 2016. Obwohl es mit Platz 9 sogar noch etwas besser platziert war als das Vorgängeralbum, fiel das Presseecho durchwachsen aus und es hielt sich auch nicht lange in den Charts.

## Mitglieder
- Joshua Carter (Gitarre, Gesang)
- Sarah Barthel (Keyboard, Gesang)

## Diskografie
Alben
- Eyelid Movies (2010)
- Voices (2014)
- Three (2016)
- Ceremony (2020)
- Memory of a Day (2024)

EPs
- Charlie Everywhere EP 1 (2007)
- Charlie Everywhere EP 2 (2008)
- Running from the Cops (2009)
- Nightlife (2011)
- Phantogram (2013)
- Spotify Sessions (2014)

als Big Grams (mit Big Boi)
- Big Grams (2015)

Lieder
- Mouthful of Diamonds (2009)
- When I’m Small (2009, US: Gold)
- As Far As I Can See (2011)
- Don’t Move (2011)
- Black Out Days (2013, UK: Gold, US: Platin)
- Bill Murray (2013)
- Fall in Love (2013, US: Gold)
- Nothing But Trouble (2014)
- You Don’t Get Me High Anymore (2016)
- Run Run Blood (2016)
- Cruel World (2016)
- Same Old Blues (2016)

## Auszeichnungen für Musikverkäufe
| 2× Platin-Schallplatte - Brasilien - 2024: für die Single Black Out Days |

| Land/RegionAuszeichnungen für Musikverkäufe (Land/Region, Auszeichnungen, Verkäufe, Quellen) | Gold     | Platin     | Verkäufe  | Quellen             |
| -------------------------------------------------------------------------------------------- | -------- | ---------- | --------- | ------------------- |
| Brasilien (PMB)                                                                              | —        | 2× Platin2 | 120.000   | pro-musicabr.org.br |
| Vereinigte Staaten (RIAA)                                                                    | 2× Gold2 | Platin1    | 2.000.000 | riaa.com            |
| Vereinigtes Königreich (BPI)                                                                 | Gold1    | —          | 400.000   | bpi.co.uk           |
| Insgesamt                                                                                    | 3× Gold3 | 3× Platin3 |           |                     |